# Влахово
Влахово (болг. Влахово) — село в Болгарии. Находится в Смолянской области, входит в общину Смолян. Население составляет 378 человек. Село расположено в 1,5 км к востоку от квартала Горно-Влахово города Смолян.
Неподалёку от Влахово по течению реки Черна расположена группа субтермальных источников с температурой воды 20…23 °C. Эта вода используется для лечения кожных заболеваний. Также близ села есть пещера Потока.

## Политическая ситуация
В местном кметстве Влахово должность кмета (старосты) исполняет Николай Борисов Кокаланчев (Болгарская социалистическая партия (БСП)) по результатам выборов правления кметства 2011 года и 2007 года.